# Owatonna (Minnesota)
Owatonna è un comune (city) degli Stati Uniti d'America, capoluogo della contea di Steele, in Minnesota.
La sua popolazione era al 2010 di 25.599 unità.
È sede della Steele County Fairgrounds che ospita un'importante fiera annuale chiamata Steele County Free Fair che si tiene ad agosto.
È attraversata dalla Interstate 35 e dalle U.S. Route 14 e 218.
Ha dato i natali all'attore E.G. Marshall e al cantautore Adam Young.

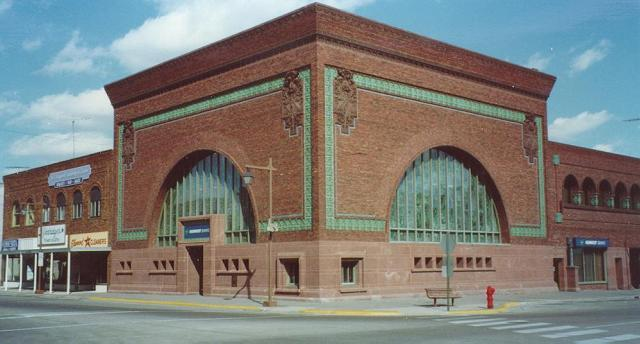
La National Farmer's Bank